# Adélaïde Bonolis
Pour les articles homonymes, voir Adélaïde, Sainte Adélaïde et Bonolis.
Adelaide ou Adélaïde Bonolis, née le 14 août 1909 à Milan en Italie, morte le 11 août 1980, est une laïque chrétienne, fondatrice d'œuvres d'aide aux démunis et de réhabilitation sociale, particulièrement en faveur des femmes. 
Ses vertus étant reconnues héroïques, elle est déclarée vénérable par le pape François le 21 janvier 2021. Sa fête est le 11 août.

## Biographie
Adélaïde Bonolis naît à Milan en Italie le 14 août 1909.
Elle est issue d'une famille pourvue de solides principes, mais ne pratiquant pas la religion. Elle découvre par elle-même la foi catholique, à la paroisse de Sant'Ambrogio, pratique l'oraison et participe à l'Action catholique. 
Elle entreprend des études de philosophie, puis enseigne la religion au lycée. Une rencontre dans sa jeunesse la détermine à porter une attention particulière aux femmes victimes de la prostitution.
Adélaïde Bonolis décide de se consacrer à Dieu par une consécration privée et de se consacrer à aider les plus démunis, sur les plans spirituel et matériel.
Elle fonde quatre œuvres caritatives. Les trois premières d'entre elles sont trois maisons où règnent la confiance et la liberté, et permettent l'accompagnement pour retrouver une autonomie de vie et de comportement. La quatrième, l'association « Amitié », a pour but de permettre aux femmes blessées par la vie de se reconstruire et de réapprendre l'amour.
Elle meurt d'un cancer le 11 août 1980 à Milan.

## Procédure en béatification
La procédure en béatification d'Adélaïde Bonolis est ouverte sur le plan diocésain en janvier 2003, puis transmise à Rome où la procédure diocésaine est validée en 2005. La « position sur les vertus » est établie en 2017, et examinée par les théologiens, les cardinaux et les évêques de la Congrégation pour les causes des saints en février 2020 et janvier 2021. La congrégation et le pape François reconnaissent officiellement le 21 janvier 2021 l'héroïcité de ses vertus, ce qui la proclame vénérable.
Sa fête est fixée au 11 août.